# Official Xbox Magazine
Official Xbox Magazine (ou OXM, abreviada) em tradução livre Revista Oficial Xbox foi uma revista britânica mensal sobre jogos eletrônicos que começou em novembro de 2001 em torno do lançamento do Xbox original. Uma edição prévia foi lançada na E3 2001, com outra edição prévia em novembro de 2001. A revista era acompanhada de um disco que incluía demos de jogos, preview de vídeos e trailers, e outros conteúdos, como atualizações de jogos ou Xbox e jogos gratuitos. Os discos também forneceram o software para o Xbox 360 para a retrocompatibilidade dos jogos originais do Xbox para aqueles sem banda larga e acesso ao Xbox Live. A partir de janeiro de 2012, A OXM não incluiu mais um disco de demonstração. Em meados de 2014, a versão dos EUA foi incorporada na versão do Reino Unido no site, que durou apenas alguns meses até que a Future plc anunciou que fecharia seu site junto com todos os outros sites que a Future publicou, incluindo Edge e Computer and Videogames. Em fevereiro de 2015, a OXM e todos os sites sobre jogos eletrônicos da Future foram redirecionados para o GamesRadar.
A revista foi fechada em março de 2020 pelos proprietários da Future Publishing, em uma revisão de títulos. A Covid-19 foi apontada como um dos motivos.

## Conteúdo
On the Disc (descontinuado em 2012)
Cada edição originalmente continha um disco de demonstração com jogos de Xbox 360 e Xbox Live Arcade. No entanto, a partir de janeiro de 2012, a OXM parou de incluir os discos de demonstração, dizendo "Você nos disse que não quer mais o DVD, e nós ouvimos....". Cada demo continha conteúdo desbloqueável, como fotos de jogadores e demos ocultos. Houve também um jogo tipo the sims chamado "OXM Universe". Os jogadores jogaram os jogos em disco e viram os vídeos no disco para ganhar pontos, mas apenas 800 pontos eram necessários para o conteúdo desbloqueável. Os pontos tiveram outro uso em que os jogadores usaram seus pontos para pesquisar e construir equipamentos para no jogo "OXM Universe". "OXMU" foi descontinuado na 100ª edição da OXM.
We Heart Xbox
Nesta seção, novos jogos que ainda não foram mostrados para o público principal ou hardware modificado pelo usuário, como consoles ou placas frontais, são mostrados aqui.
Message Center
Além de mostrar o e-mail dos leitores, a equipe da OXM revelava suas "Top 5" coisas em mente no momento. A tradição dos "Top 5" foi quebrada na edição nº 85 de julho de 2008, quando a equipe respondeu à pergunta "Qual é o seu pior hábito - e você quer mesmo quebrá-lo?"
Xbox Next
Nesta seção, os próximos jogos são destacados e visualizados.
Features
Nesta seção, os jogos podem ter prévias prolongadas, ou a OXM pode ter uma análise exclusiva de 6 a 10 páginas para um determinado jogo. Também pode haver um conteúdo especial em destaque, como o "Guia do comprador da HDTV" da edição nº 77.
Xbox Now
Esta foi a seção em que todos os jogos Xbox, Xbox 360 e Xbox Live Arcade e conteúdo para download foram analisados.
Xbox 365
Esta seção continha artigos de negócios do Xbox, notícias de jogos, "Hard Stuff" (uma seção que analisa engenhocas relacionadas a um console Xbox), "2000 Pennies or Less" (uma seção que mostra os melhores jogos baratos que podem ser comprados para Xbox ou Xbox 360), os códigos do mês, "Forza Showroom" (uma breve coluna que mostrou alguns dos melhores projetos de carros no Forza Motorsport 2 que as pessoas fizeram), uma seção para competir contra a equipe da OXM em jogos como Lost Planet, Halo 3, Gears of War, e mais, "Media Ho!" (uma seção que falava sobre filmes, livros e outros itens relacionados a jogos), "Live Space" (uma seção que mostrava gamertags do Xbox Live de jogadores, "Ask Dr. Gamer" (uma seção em que os jogadores poderiam perguntar ao médico de Saúde, Freddy Chen, informações relacionadas a jogos), e "The (insert something here) of Xbox" (uma seção que falava sobre negócios e outras coisas do mundo dos jogos do Xbox. A coluna "The Business of Xbox" foi escrita por Geoff Keighley da edição de maio de 2007, mas até 2015, a coluna foi escrita, com menos frequência, por Chris Morris. A partir da edição nº 71, a página final rotacionou colunistas, com convidados incluindo criadores de jogos como Tim Schafer, Denis Dyack e Randy Pitchford.

## Funcionários
Edição do Reino Unido e dos EUA
- Editor: Chris Burke
- Editor de jogos: Dave Meikleham
- Escritor de equipe: Adam Bryant
- Editor de produção: Drew Sleep
- Editor sênior de arte: Warren Brown

## Sistema de análise
Até a edição nº 52, a OXM (Official Xbox Magazine) usava um sistema de 100 pontos, marcando jogos em 10.0 com incrementos de .1. Os jogos que receberam pelo menos 9.0 receberam o prêmio Escolha do Editor. Começando com a edição nº 53 (Feriado de 2005), a OXM dos EUA mudou para um sistema de pontuação de 20 pontos, marcando jogos em 10.0 com incrementos de 0.5. A edição britânica mudou para um sistema de pontuação de 10 pontos, marcando jogos em 10. Esta escala de classificação foi detalhada na página de introdução à seção de análise de cada edição. Uma pontuação de 10.0 não foi considerada perfeita, mas é chamada de "Clássica" e é considerada "um dos raros e melhores jogos". A escala de análise da OXM incluiu uma pontuação de 11.0 (denominada "Escolha de Mecha Godzilla") como "Perfeito", entretanto a descrição para essa pontuação era "O unicórnio. Nunca acontecerá. Nunca."
Vinte jogos receberam uma pontuação 10/10 da OXM, mas apenas BioShock, The Elder Scrolls V: Skyrim e Grand Theft Auto V receberam essa pontuação nas edições dos EUA e do Reino Unido. Os nove jogos de 10/10 da edição americana incluíram: Fight Night Round 3, Gears of War, Fallout 3, Halo 3, Call of Duty 4: Modern Warfare, Mass Effect, Gears of War 3 e Batman: Arkham City. Considerando que os nove jogos de 10/10 da edição britânica incluíram: Grand Theft Auto IV, Project Gotham Racing 4, Call of Duty: Modern Warfare 2, The Elder Scrolls IV: Oblivion, Mass Effect 2, Halo: Reach, Portal 2, Deus Ex: Human Revolution e Mass Effect 3.
A OXM também começou a analisar o conteúdo para download do Xbox Live (DLC), em uma escala de três pontos: Buy, Fanboys Only e Deny. A exceção foi o pacote de expansão The Elder Scrolls IV: Shivering Isles na edição 70, que, devido ao tamanho do jogo, sendo "muito mais do que um simples pacote de mapas" foi revisado na escala normal de 20 pontos, recebendo um 8.5 (Ótimo). (O jogo foi lançado posteriormente como uma expansão em DVD).

## Materiais bônus
Alguns discos vieram com material adicional para jogos do Xbox. O disco de demonstração Early Issues incluiu uma expansão de roupas para Dead or Alive 3 e easter eggs desbloqueados digitando um código usando o controle. Alguns materiais vistos apenas disponíveis para download no Xbox Live foram incluídos nos discos de demonstração. Até 2015, a maioria dos discos demo dos EUA incluía fotos de jogadores centradas em um jogo.
- A edição nº 53 continha o beta exclusivo gratuito para Final Fantasy XI.
- A edição nº 67 continha as missões Wizard's Tower e Thieves Den de The Elder Scrolls IV: Oblivion.
- A edição nº 69 continha o capítulo 2 de Tom Clancy's Ghost Recon Advanced Warfighter.
- A edição nº 73 continha uma demo exclusiva para o RPG japonês Eternal Sonata.
- A edição nº 74 continha uma demonstração exclusiva para o Beautiful Katamari.
- A edição nº 77 continha uma demo especial do Guitar Hero III: Legends of Rock. (A demo também é encontrada em cópias do Tony Hawk's Proving Ground.)
- A edição nº 80 trazia as músicas exclusivas do Harmonix Track Pack 01: 3 músicas exclusivas para o popular jogo eletrônico Rock Band.
- A edição nº 82 continha a música para download Halo Theme MJOLNIR Mix para o Guitar Hero III: Legends of Rock.
- A edição nº 46 (edição do Reino Unido) continha a atualização NXE para o dashboard do Xbox 360.
- A edição nº 54 (edição do Reino Unido) continha um tema de Left 4 Dead 2 para o Xbox 360.
- A edição nº 116 continha um panfleto de Assassin's Creed.

## Podcasts
Podcast de áudio
KOXM foi o podcast oficial da Official Xbox Magazine, organizado pelo editor sênior da OXM, Dave Rudden. O show foi previamente apresentado por Ryan McCaffrey até ele deixar a Official Xbox Magazine para trabalhar na IGN. Dan Amrich costumava ser o co-apresentador de McCaffrey, mas deixou a revista e o podcast para trabalhar na Activision/Blizzard. O podcast de áudio apresentou uma recapitulação nos últimos eventos da semana e lançamentos de jogos, dois concursos de trivia (Nomeie o efeito de som do Xbox e cole no Dan (anteriormente Trivia inúteis do Dan)), por um prêmio (geralmente uma camiseta ou um jogo do Xbox Live Arcade) e entrevistas com desenvolvedores. O show foi produzido por Andy Bauman.
Podcast de Vídeo
Até 2015, o OXM Video Podcast foi atualizado com muito menos frequência, com intervalos de um mês ou mais. O podcast de vídeo diminuiu até ser retomado na forma de Inside Xbox, um programa curto do Xbox Live no qual o OXM se tornou parte em 2008. O relatório OXM no Inside Xbox apresentava conteúdo de vídeo semelhante ao podcast de vídeo original, mas com mais informações oportunas sobre jogos como Gears of War 2 e Mirror's Edge. Ele foi postado no Xbox Live todos os outros domingos.

## Prêmios
Em 12 de outubro de 2007, a edição do Reino Unido foi premiada como "Melhor Revista Xbox" nos Games Media Awards.